# Левенка (Стародубский район)
Левенка — село в Стародубском районе Брянской области России. Входит в состав Десятуховского сельского поселения. Расположено в 8 км от Стародуба, на левом берегу реки Вабля.

## Население
| 2010 | 2013 |
| ---- | ---- |
| 605  | ↗618 |

## История
Происхождение названия села связывается с именем русского воеводы Андрея Левина, «храбро отразившего ляхов от Стародуба в 1534 году» (во время Стародубской войны). В награду ему была дана земля и Левин населил её.
Плодородную территорию, прилегающая к селу (в будущем получившую название Стародубское ополье), люди начали обживать в далекой древности. В окрестностях Левенки сохранилось немало памятников различных археологических культур: от эпохи бронзы до позднего средневековья с остатками древнего металлургического производства. В X—XIII ст. на берегу Вабли близ современного села (данная территория — самый северный край древней Русской Земли в узкоэтническом летописном смысле этого понятия) располагался лагерь дружинников-русичей, следы которого сохранялись до конца 19 ст. Городище расположено на мысу левобережной террасы р. Вабля. Оно овальной формы площадью 6,5 га. С напольной стороны крепость защищена двумя валами и рвами. Следы этого лагеря были обнаружены Дмитрием Яковлевичем Самоквасовым: в начале XX в. здесь он открыл курганный могильник и городище. Он же раскопал в Левенке 6 курганов, два из которых содержали камерные дружинные погребения, при которых из оружия были топоры. Другие находки представлены бытовыми изделиями, украшениями и предметами, связанными с ткачеством, гончарством и косторезным ремеслом. Д. Я. Самоквасов отмечает сходство этих курганов по инвентарю и обряду с черниговскими.
Во второй половине 17 века село вошло в состав полковой сотни Стародубского полка. Левенка формировалась как село с казацко-крестьянским населением, численность которого к 1897 году достигла 989 человек (157 дворов).
До отмены гетманства в Малороссии казаки подчинялись особой военной организации и управлялись выборной старшиной, предводительствовавшей ими на войне и судивших, и рядивших их в мирное время.
Казаки по своим правам и привилегиям составляли нечто среднее между шляхетством и мещанством. Это было своего рода мелкое дворянство и притом дворянство чисто ленное, жалованное. За право владения землей, была ли она жалованная, или благоприобретенная, казаки обязаны были отправлять военную службу.
По 1781 г. Левенка — во 2-й полковой сотне Стародубского полка
В 1691 году в селе была возведена Свято-Покровская церковь. К концу 18 века храм обветшал и в 1799 году был заново отстроен. Как свидетельствует «Историко-статистическое описание Черниговской епархии» (1860 г.): «При построении нового храма найдена металлическая дощечка, на которой написано: „основася сия церковь в честь покрова пресв. Богородицы, при святительстве преосвященного Лазаря Барановича, архиепископа черниговского, за старанием мене грешнаго и недостойного Василия Романовича, козака обывателя стародубского м. дек. 9 дн. року 1691“. Этот основатель храма и был священником его». По данным из того же источника в 1770 г. число прихожан здесь — 240 мужчин (в том числе 160 казаков) и 257 женщин; затем соответственно в 1790 г. — 316 и 270; в 1810—337 и 296; в 1830—370 и 337; в 1850—408 и 394; в 1860—434 и 456. В 30-х годах XX в. левенская церковь разобрана.
С 1867 г. при церкви существовала начальная школа, а в 1890-х гг. в селе открылась земская школа.
В середине — второй половине 19 в. в селе работали маслобойный завод, сукновальня и 2 водяные мельницы (одна из них действовала до конца 50-х годов XX в., позже — до середины 60-х гг. работала как мини-ГЭС).
В 20-е годы XX века десятки здешних семей, получив бывшие помещичьи земли близ Левенки, переселялись на них. Так образовалось несколько «левенских» поселков — 9 новых населенных пунктов. В том числе — Васильевка, Ворчаны, Дубрава, Гудковский, Облоги, Раздолье. По переписи 1926 года в Левенке числилось 170 хозяйств и проживало 860 человек. В годы коллективизации в Левенке создан колхоз «Социализм», который в 1960 году был присоединен к совхозу «Красный Октябрь».
Исторический центр села — «Шилина гора» (казачья фамилия Шило всегда была в Левенке одной из самых распространенных). Именно здесь стояла сельская церковь, позже перестроенная в т. н. «верхнюю» школу. Бывший помещичий дом, стоявший на берегу искусственного пруда (по-местному озера), был перестроен в клуб (ныне на его месте находится Дом культуры). До сих пор сохранились остатки плотины. Расположенную рядом территорию старого («панского») фруктового сада сельчане постепенно застроили домами (сейчас здесь проходит улица Садовая). К центру села примыкает «колхозный» сад, не имеющий ныне хозяйственного значения, но всё ещё плодоносящий.
С 1919 по 1973 — центр Левенского сельсовета. в 1973—2005 в Краснооктябрьском сельсовете.

## Село сегодня
Центр Левенского отделения ТНВ «Красный Октябрь». В селе находится основная общеобразовательная школа (с 1985 г. размещается в типовом двухэтажном здании). Большинство её выпускников продолжают обучение в Краснооктябрьской средней общеобразовательной школе в поселке Десятуха. Работают Левенский сельский Дом культуры (действуют кружки различных направлений, модельная библиотека, создан музей народного быта), почтовое отделение, фельдшерско-акушерский пункт, два магазина. Застройка: в подавляющем большинстве одноэтажные кирпичные и деревянные дома, а также дуплексы, двухуровневые коттеджи. Село газифицировано, функционирует водопровод. Центральная улица имеет твердое покрытие (бетонка). С 2002 по 2010 год население Левенка увеличилось на 20 %.

## Природные и исторические объекты
Брянский отряд, в 1987 году переименованный в Стародубский отряд ИА АН СССР и БГПИ, в полевые сезоны 1986—1988 годов производил исследования на археологическом комплексе памятников у села Левенка. На городище Левенка-1 на мысу левобережной террасы реки Вабли раскопкам были подвергнуты оборонительные сооружения и часть его территории на площади свыше 300 м², выявлены слои IX—X веков и XI—XIII веков. В ходе работ зафиксированы жилище роменской культуры, литейный производственный комплекс и обнаружены многочисленные предметы материальной культуры. На городище Левенка-2 раннего железного века (юхновская культура) в урочище Городище было вскрыто 240 м², а также разведочными траншеями выявлены остатки вала и рва. Около 140 м² культурного слоя было исследовано на входящем в комплекс памятников селище Левенка-3 (между городищами Левенка 1, Левенка 2 и устьем реки Бабинец) — многослойном поселении, относящемся к раннему железному веку и древнерусскому времени. Здесь удалось обнаружить и детально изучить конструктивные особенности полуземляночного жилища и металлургического комплекса конца Х — первой половины XI века. К востоку от селища Левенка 3 находится городище Левенка-4 V—VII веков (колочинская культура). Селище Левенка-5 и городище Левенка-6 XI—XIII веков расположены на мысу левобережной террасы реки Вабля. Городище Левенка-7 XI—XIII веков расположено на левобережной террасе реки Вабля к северу-северо-востоку от городища Левенка-6. Опираясь на материалы раскопок этого комплекса памятников руководитель работ Е. А. Шинаков пришёл к выводу о функционировании здесь в X—XI веках древнерусского становища-погоста на границе восточнославянских племенных союзов радимичей и северян, аналогичного по своим функциям знаменитым Гнёздовскому и Шестовицкому комплексам.
В 1930 году окрестности Левенки обследовал археолог Константин Михайлович Поликарпович, где его внимание привлекли многочисленные находки ископаемой фауны, в основном принадлежавшие мамонтам. Также были найдены зубы дикой лошади и череп бизона.
В окрестностях села встречаются месторождения мела, кирпичных глин, торфа, которые разрабатывались в разное время. Ныне разработки не ведутся.
Сохранилось описание середины 19 ст., приведенное в «Историко-статистическом описании Черниговской епархии»: «Местность Левенки весьма красива: поселение раскинуто на значительной возвышенности, на восточной стороне, обсеченной глубокими обвалами, — где видны то слой золотистого песка, то камни, внизу течет Вабля, а по скалам и на площади там и здесь кустарники».
Близ Левенки расположен памятник природы областного значения «Склоны Вабли» («Обнажения меловых отложений с обильной морской фауной») площадью 90 га, имеющий научное и познавательное значение.
Территория вокруг села, изобилует оврагами и балками (или «рвами» по-местному), у каждого из которых есть имя собственное: Степовской, Каменный, Липовый, Гарбузов, Мамонтов, Красный, Панский, Сормачев и т. д. Лесопосадки (сосна, ель, береза, осина, дуб).
4 октября 2012 года близ места, где ранее стояла Свято-Покровская церковь, состоялось торжественное открытие восстановленной криницы и освящение воды.
Воды Вабли (около западной окраины села находится место впадения в реку её притока Бабинец, на котором стоит Стародуб) загрязнены продуктами деятельности предприятия «Стародубский водоканал».

## Уроженцы
- Гапеев Ефим Данилович — один из руководителей партизанского движения на территории Барановичской области в годы Великой Отечественной войны.
- Гапеев Василий Мартьянович — священник Русской Православной Церкви, расстрелян в 1937 г.
- Козин, Владимир Иванович — советский и латвийский художник, профессор Латвийской Академии художеств, преподаватель Латвийской Христианской академии.
- Козин Михаил Иванович — доктор исторических наук, профессор, сотрудник Института истории Академии наук Латвийской ССР.
- Лобус Георгий Константинович — руководитель ТнВ «Красный Октябрь», Герой Социалистического Труда, Заслуженный агроном РСФСР.